# クニュルヴァルト
クニュルヴァルト (ドイツ語: Knüllwald) は、ドイツ連邦共和国ヘッセン州シュヴァルム＝エーダー郡に属す町村（以下、本項では便宜上「町」と記述する）である。

## 地理
クニュルヴァルトは、カッセルの南、エフツェ川とバイゼ川との間のクニュル山地内に位置している。

### 隣接する市町村
クニュルヴァルトは、北はマールスフェルト、東はモルシェン（ともにシュヴァルム＝エーダー郡）、アルハイム、ルートヴィヒスアウ、南はノイエンシュタイン（以上 3町村はヘルスフェルト＝ローテンブルク郡）とシュヴァルツェンボルン、西はホムベルク (エフツェ)（ともにシュヴァルム＝エーダー郡）と境を接する。

### 自治体の構成
自治体のクニュルヴァルトは以下の 16 の地区からなる。
| - アッペンフェルト - ベルンツハウゼン - エリングスハウゼン - ハウゼン - ヘルゲッツフェルト - リヒテンハーゲン - ナウジス - ノイテローデ | - ニーダーバイスハイム - オーバーバイスハイム - レディングスハウゼン - レムスフェルト（町役場の所在地） - レングスハウゼン - シェルバッハ - フェルカースハイン - ヴァレンシュタイン |

## 歴史
現在の自治体クニュルヴァルトは、ヘッセンの地域再編に伴い、２段階で形成された。1971年12月31日にアッペンフェルト、エリングスハウゼン、ヘルゲッツフェルト、オーバーバイスハイム、レディングスハウゼン、レムスフェルト、シェルバッハ、フェルカースハイン、ヴァレンシュタインが自由意思に基づき合併し、新たな自治体クニュルヴァルトが誕生した。
1974年1月1日に州法に従って、ベルンツハウゼン、ニーダーバイスハイム、レングスハウゼンがすでに形成されていたクニュルヴァルトに合併した。こうして、ヘッセン州で最も広い町村の一つが形成されたのである。

## 行政

### 議会
クニュルヴァルトの町議会は、23議席からなる。

## 文化と見所

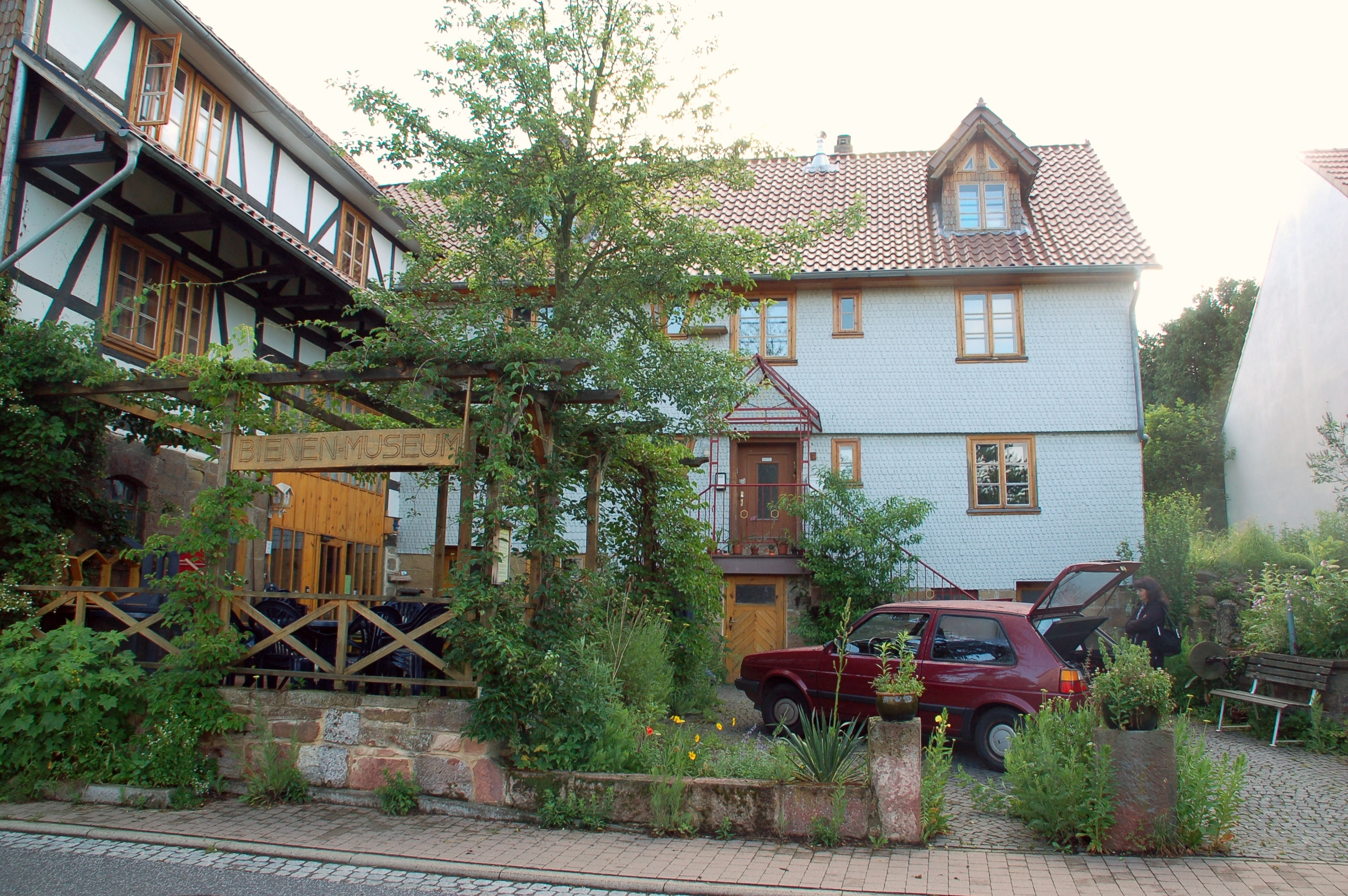
クニュルヴァルト養蜂博物館

### 博物館
- フェルカースハインの農業機器博物館
- クニュルヴァルト養蜂博物館

### 建築
- ヴァレンシュタイン城趾
- ベルンツハウゼン防衛教会: 1729年建造、1962年修復
- ニーダーバイスハイムの教会: 1775年建造、1962年修復
- オーバーバイスハイムの教会: 1720年建造、洗礼盤、1971年修復
- レムスフェルトの教会: 後期ゴシック建築の内陣を持つゴシック教会、後期ゴシック様式の壁絵、洗礼盤
- レディングスハウゼンの教会: 1600年建造の壁絵を有する木組み建築。この教会は1953年に修復された。2007年からはヘッセン州の自転車専用道 R17号線に直接面した自転車教会である。
- シェルバッハの教会: 15世紀建造、1966年から1967年に修復
- フェルカースハイン教会: 1575年建造、1955年と1971年に修復

## 引用
1. ↑  Hessisches Statistisches Landesamt: Bevölkerung in Hessen am 31.12.2023 (Landkreise, kreisfreie Städte und Gemeinden, Einwohnerzahlen auf Grundlage des Zensus 2011)]